# Nikolaj Alekseevič Miljutin
Nikolaj Alekseevič Miljutin (in russo Никола́й Алексе́евич Милю́тин?; Mosca, 6 giugno 1818 – Mosca, 26 gennaio 1872) è stato un politico russo.
È ricordato in particolare come il principale artefice delle riforme liberali compiute in Russia durante il governo di Alessandro II, inclusa l'emancipazione della servitù della gleba e la fondazione dello zemstvo.

## Biografia

### I primi anni
Miljutin nacque a Mosca nel 1818 da una famiglia nobile che aveva ottenuto il titolo all'epoca di Pietro il Grande col merito di aver aperto in Russia la prima fabbrica di seta. Nikolaj era figlio del conte Alexej Michailovič Miljutin (1780-1846) e di sua moglie, Elizaveta Dmitrievna Kiselëvova, sorella del conte Pavel Dmitrievič Kiselëv, riformatore durante il regno di Nicola I di Russia e grande sostenitore della liberazione dei contadini. Suoi fratelli erano Boris, Dmitrij e Vladimir.
Trascorse gli anni di formazione presso la tenuta paterna a Titovo, nell'oblast di Kaluga, dove ebbe modo di osservare da vicino la brutalità con la quale suo padre trattava i servi della gleba che per lui lavoravano (come raccontò poi nelle sue memorie). Disse a tal proposito di averlo anche sentito giustificarsi dicendo che: "[...] la flagellazione era il miglior metodo per mantenere i servi in buon ordine." Fu probabilmente in questo contesto che maturò la necessità di agire in favore di questi contadini e liberarli dal giogo medievale che li attanagliava nelle mani dei loro padroni.

### La carriera
Miljutin si laureò all'Università di Mosca ed entrò al servizio del Ministero dell'Interno nel 1835. Uomo di vedute liberali che simpatizzava con la causa slavofila, Nikolaj implementò riforme nelle amministrazioni municipali di San Pietroburgo, Mosca, e Odessa negli anni '40 dell'Ottocento.
Assistente personale del ministro degli interni Sergej Lanskoj dal 1859, riuscì a difendere la sua visione liberale dagli attacchi dei conservatori e della nobiltà, che fu la categoria più colpita dalle sue riforme. La Riforma emancipativa del 1861 fu in gran parte abbozzata da lui. Lo zar lo definì un "riformatore senza sosta e senza compromessi." Dopo la riforma, Miljutin venne dimesso dal suo incarico.
Durante la rivolta di gennaio venne inviato in Polonia per proporre nuove riforme in loco. Anche in questo caso propose l'emancipazione della servitù della gleba a spese dei proprietari terrieri e l'espulsione dei preti cattolici dalle scuole di stato (pur considerando che la maggioranza della popolazione polacca era di religione cattolica). Più di 700.000 contadini polacchi ottennero la liberazione e un pezzo di terra da coltivare in base alle sue riforme. Per sua iniziativa, la Russia aprì un'università in lingua russa a Varsavia, imponendo il russo obbligatorio in tutte le scuole al posto del polacco. E in ultimo dispose la confisca e la vendita delle proprietà della chiesa cattolica polacca. Sebbene in un primo momento Miljutin si fosse opposto "alla russificazione diretta della Polonia", secondo uno dei suoi biografi, lo storico W. Bruce Lincoln, le sue riforme nei fatti furono essenzialmente "russificatrici" per lo stato polacco ed i suoi abitanti.
Miljutin si dimise nel dicembre del 1866, dopo essere rimasto in parte paralizzato, e trascorse il resto della sua vita perlopiù in reclusione dalla società. Morì il 26 gennaio 1872 a Mosca.